# Kongregate
Kongregate es un portal de juegos web y editor de videojuegos estadounidense. El sitio web cuenta con más de 110.000 juegos en línea y más de 30 juegos móviles disponibles para el público, además de publicar juegos para PC y consola. En 2010, fue comprado por Gamestop Corporation y luego fue adquirido por Modern Times Group MT AB en 2017.
La cartera se centra en juegos de núcleo medio que abarcan una amplia gama de géneros. Kongregate abarca varios juegos inactivos/clicker, tales como Adventure Capitalist, Crusaders of the Lost Idols y Anti-Idle: The Game.
En el portal web, los usuarios pueden cargar juegos de Adobe Flash, HTML 5/JavaScript, Shockwave, Java o Unity con puntajes altos integrados e insignias de logros.

## Historia
Kongregate fue lanzado el 10 de octubre de 2006 por los hermanos Emily y Jim Greer en una fase de prueba alfa, que duró hasta diciembre de 2006. Durante este tiempo, los desarrolladores de juegos y los jugadores probaron la interfaz y la funcionalidad del sitio. El sitio entró formalmente en la fase de prueba beta el 22 de marzo de 2007. En diciembre del mismo año, el sitio se abrió formalmente al público. .
En julio de 2008, Kongregate había recaudado alrededor de $ 9 millones en capital de inversiones de Reid Hoffman, Jeff Clavier, Jeff Bezos y Greylock Partners.
El 23 de julio de 2010, GameStop anunció un acuerdo para adquirir Kongregate. Debido a la compra de Kongregate por parte de Gamestop, los desarrolladores que trabajan a través de Kongregate pueden promocionar su contenido entre las personas que compran en una tienda GameStop. Kongregate también proporciona una forma para que los creadores de juegos en Facebook amplíen su audiencia potencial.
En 2014, el sitio introdujo Kongpanions , que actúa como un sistema de trofeos y un metajuego en forma de pequeñas criaturas, ya sean animales u objetos personificados. Los Kongpanions que los jugadores recolectan se pueden usar en algunos juegos del sitio..

### Publicación de juegos
A principios de 2013, Kongregate anunció un fondo de $ 10 millones dedicado a los juegos móviles,  y como parte de este nuevo programa, el exejecutivo de Zynga, Pany Haritatos fue contratado para supervisarlo. El dinero se utilizó para apoyar financieramente a los desarrolladores de juegos móviles gratuitos, ayudándolos a probar y comercializar sus juegos. Algunos de los desarrolladores beneficiados por este fondo incluyen Synapse Games, RedPoint Labs y Making Fun, entre algunos otros.
Kongregate anunció planes en octubre de 2016 para ayudar a los desarrolladores a llevar sus juegos a la plataforma de distribución Steam con un kit de desarrollo de software actualizado para facilitar la portabilidad de los juegos entre su web, móvil y las plataformas Steam (Windows, macOS y Linux), y para apoyar el intercambio de datos entre estos para jugadores. Esto permitió que los juegos aprovecharan las microtransacciones a través de la tienda Steam para títulos que normalmente serían gratuitos.
En 2016, Kongregate recibió el premio Apple Editors 'Choice por BattleHand y The Trail, y recibió Google Play Editors' Choice por Animation Throwdown y AdVenture Capitalist. BattleHand y The Trail también fueron votados como los mejores de 2016 por Apple, y Animation Throwdown y The Trail fueron votados como los mejores de 2016 por Google Play.
El 20 de junio de 2017, Kongregate anunció que había cerrado un acuerdo para ser adquirido por la empresa sueca de entretenimiento Modern Times Group por 55 millones de dólares. Esto sigue a la reciente compra por parte de MTG del 51% del desarrollador de juegos en línea InnoGames con sede en Hamburgo en 2016 y 2017. Como parte del acuerdo, se planea un cambio de enfoque de alojar juegos de terceros a impulsar el desarrollo de juegos también. "[...] profundizaremos nuestra inversión en varias áreas, desde marketing / tecnología de marketing hasta ingeniería de plataforma. También vamos a invertir en desarrollo propio y posibles adquisiciones propias dentro del espacio de los juegos", dijo la directora ejecutiva Emily Greer.
El 5 de octubre de 2017, Kongregate adquirió Synapse Games, el desarrollador de Animation Throwdown, con sede en Chicago.
El 2 de mayo de 2019, Kongregate anunció que la cofundadora y CEO Emily Greer dejaría la empresa. Fue reemplazada por el COO Pany Haritatos como CEO interino.
En diciembre de 2019, Kongregate adquirió Surviv.io, un juego en línea gratuito.
El 1 de julio de 2020, Kongregate anunció la interrupción de las presentaciones mientras se preparaba para el final de la vida útil de Adobe Flash antes del 31 de diciembre de 2020, en el que el software se desactivará en algunos navegadores. Otras características del sitio, como los foros, también se detuvieron en el momento en que el equipo de Kongregate trabajaba en la transición de sus títulos internos a HTML5.

## Kartridge
En noviembre de 2018, Kongregate abrió Kartridge, una tienda digital que se centra en juegos independientes. El escaparate está disponible a través del navegador o la aplicación de escritorio y presenta tanto juegos de pago premium como títulos gratuitos basados en navegador.  A diferencia de otros escaparates como Steam, Kartridge es una tienda muy seleccionada. Kongregate espera que esta selección ayude a destacar los juegos de calidad y a abordar los problemas de visibilidad que suelen afrontar los juegos independientes. Otro incentivo ofrecido a los desarrolladores por la tienda es una mayor participación en los ingresos para todos los juegos hasta que alcancen los $ 10,000 en ventas,  con juegos exclusivos que tienen un umbral más alto de $ 40,000.

## Aplicaciones móviles
Kongregate ha lanzado 25 juegos para dispositivos móviles que están disponibles en Google Play Store y App Store. Sus aplicaciones más descargadas incluyen AdVenture Capitalist, Pocket Politics y Star Trek Trexels.